# Хава
Ха́ва (в верхнем течении Ворона) — река в России, протекает по Верхнехавскому и Новоусманскому районам Воронежской области.
Впадает в Усмань слева близ села Рыкань. Длина реки 97 км, площадь водосбора 1460 км².

## Населённые пункты
На Хаве расположены села Верхняя Хава, Таловая, Дмитро-Покровское (бывшая Покровская (Дмитро-Покровская) Хава), Сухие Гаи, Правая Хава, Рождественская Хава, Успенская Хава, Волна-Шепелиновка, Парусное. По реке названа также близлежащая к ней Казанская Хава; в прошлом по реке носило название село Георгиевская Хава (в верховьях Правой Хавы).
Первые христианские поселения на реке появились в конце XVII века. Ими стали сёла Рождественская Хава и Верхняя Хава. Появление сёл связывалось с возведением Белгородской засечной черты. На берегу реки существовал Малый курган. В 70-х годах XX века курган значился как дохристианское славянское захоронение. Планировались археологические раскопки. Но в связи с отсутствием средств раскопки были отложены, и вскоре он был полностью распахан.

## Экология
В реке обитают щука, окунь, голавль, налим, линь, лещ, краснопёрка, плотва. Берега и мелководья реки заросли камышом и кувшинками. В 2007 году было углублено русло, после чего глубина реки увеличилась до 2,5-3 метров, а ширина русла достигла 6 метров. С появлением нормального течения на реку вернулись дикие утки. В конце 2008 года вновь возобновились работы по очистке русла реки в Верхнехавском районе.

## В геральдике
Река символьно изображена на гербе и флаге Верхнехавского района Воронежской области:
Синяя часть поля герба показывает географическое расположение района на реке Хава.

## Этимология

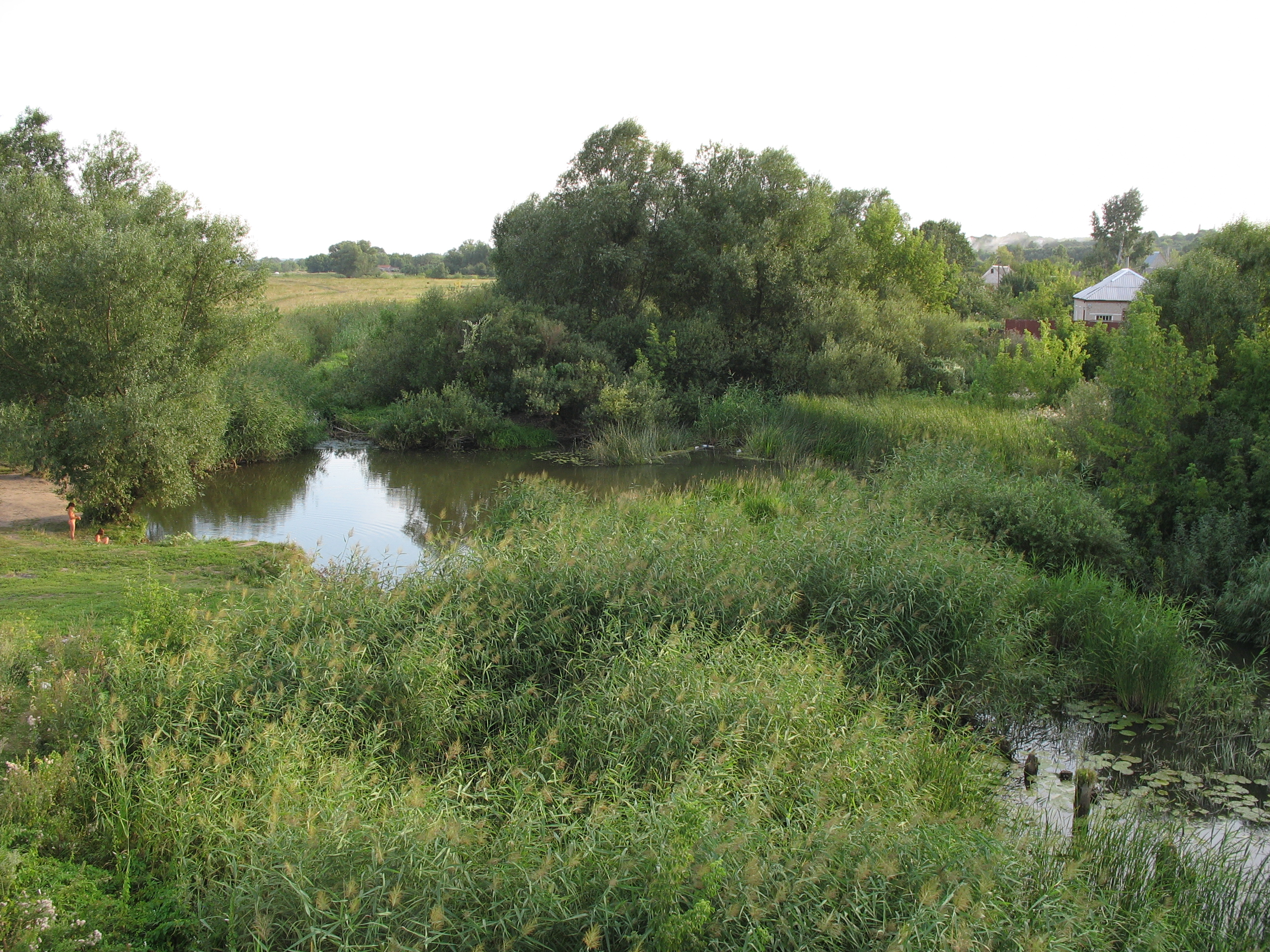
Река Хава в селе Рождественская Хава

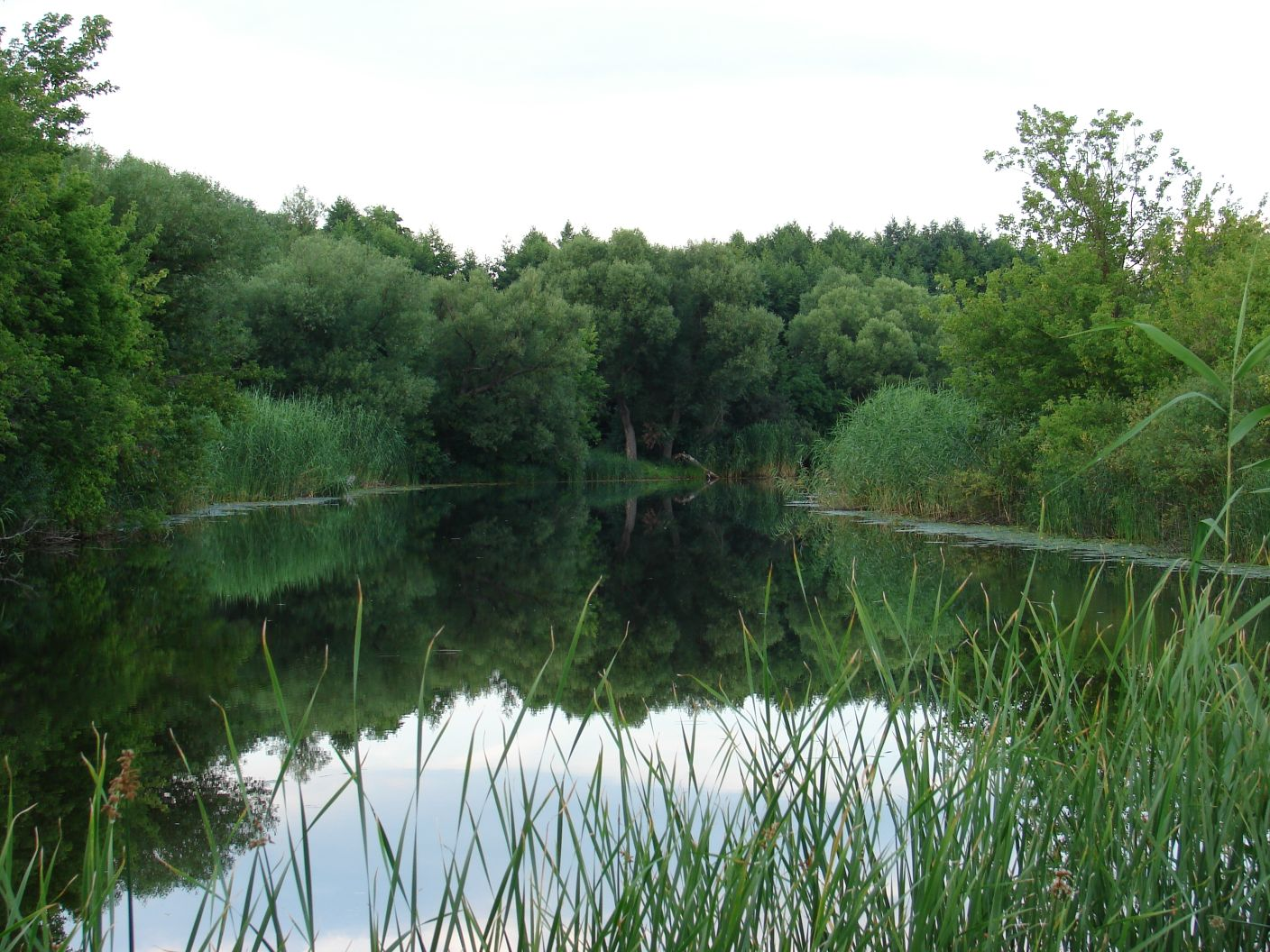

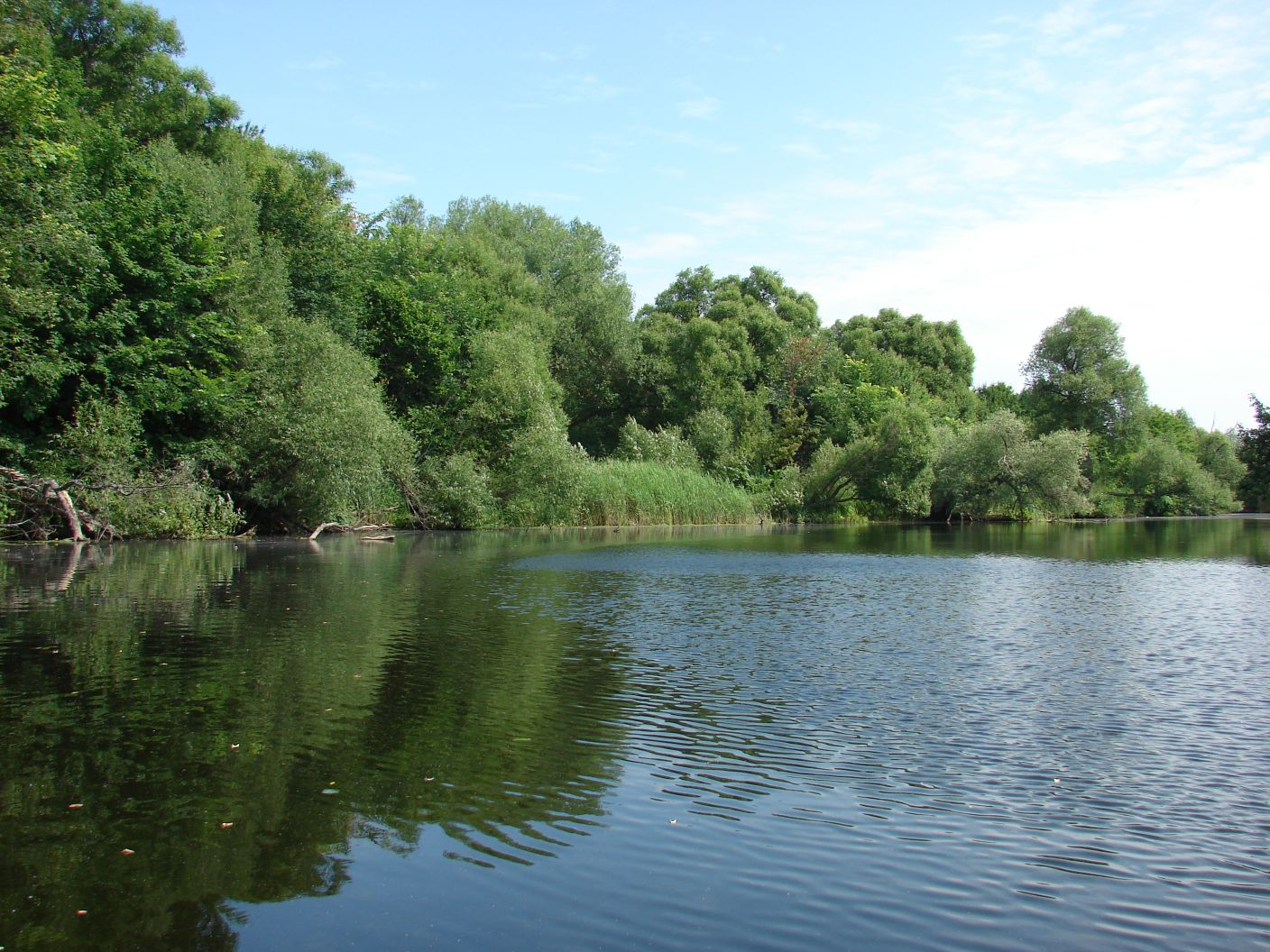

Историки не пришли к единому мнению по поводу происхождения названия реки.
Так, ряд краеведов считает, что гидроним Хава тюркского происхождения. Существует легенда о том, что река названа по имени татарской принцессы. Данное толкование можно встретить в книге Е. А. Болховитинова «Историческое, географическое и экономическое описание Воронежской губернии»:
Хава река начинается в Тамбовской губернии в бывшей Усманской округе и, входя в Воронежский уезд, впадает с левого боку в реку Усмань. Слово Хава на татарском языке значит Девица, и есть предание, что по сей реке, лежащей в Татарской ногайской степи, кочевала с ордою своею в конце XVI и в начале XVII столетия одна храбрая татарская принцесса, дочь знаменитого некоего ногайского князя, от коей получила имя своё и река.

По мнению В. А. Прохорова, приведённому в книге «Надпись на карте. Географические названия Центрального Черноземья» гидроним происходит от слова пруд: 
Хава – название тюркского происхождения. Возможно, от слова «хавуз» – «бассейн, пруд»

Обе эти версии отвергает историк и краевед Михаил Небольсин, который считает, что гидроним пришел из некогда существовавшего на берегах реки хазарского города и имеет иудейские корни: 
Так в древнееврейском подлиннике текстов Священного Писания – Торе, в книге Берешит, глава 2, пасук 20 (Библия, книга Бытия, глава 2, стих 20), повествуя об изгнании Адама из рая, говорится следующее: «И нарек человек имя жене своей Хавва, ибо она была матерью всего живущего». Из этой цитаты становится видно, что название реки не случайно, а имеет глубокое смысловое и религиозное значение. Адам дает своей жене имя Хавва (Хава, в русском варианте Библии – Ева), ибо она стала матерью, т.е. источником жизни для всех живущих. Слово «хавва» – является производным от слов на иврите (древнееврейском языке) – Хай и Хаим, что в переводе значит – живой и жизнь. По представлению древних хазар, живших в этих местах, воды реки, названной ими Хавой, давали животворные жизненные силы всему живому, расположенному в её округе, наполняя жизнью и оживотворяя её. Древние хазары придавали этому названию не житейски-утилитарное, а глубокое религиозное значение и библейский смысл.